# Hypogaleus hyugaensis
La cagnesca dalle pinne orlate di nero (Hypogaleus hyugaensis (Miyosi, 1939)) è un palombo della famiglia dei Triakidi, unica rappresentante del suo genere. È diffusa nelle acque profonde della piattaforma continentale dell'Indo-Pacifico, dall'Africa orientale al Giappone, a profondità comprese tra 40 e 230 m. Può raggiungere una lunghezza di 127 cm.